# Stazione di Vernazza
La stazione di Vernazza è una fermata ferroviaria posta sulla linea Genova-Pisa, a servizio dell'omonimo comune delle Cinque Terre.

## Storia

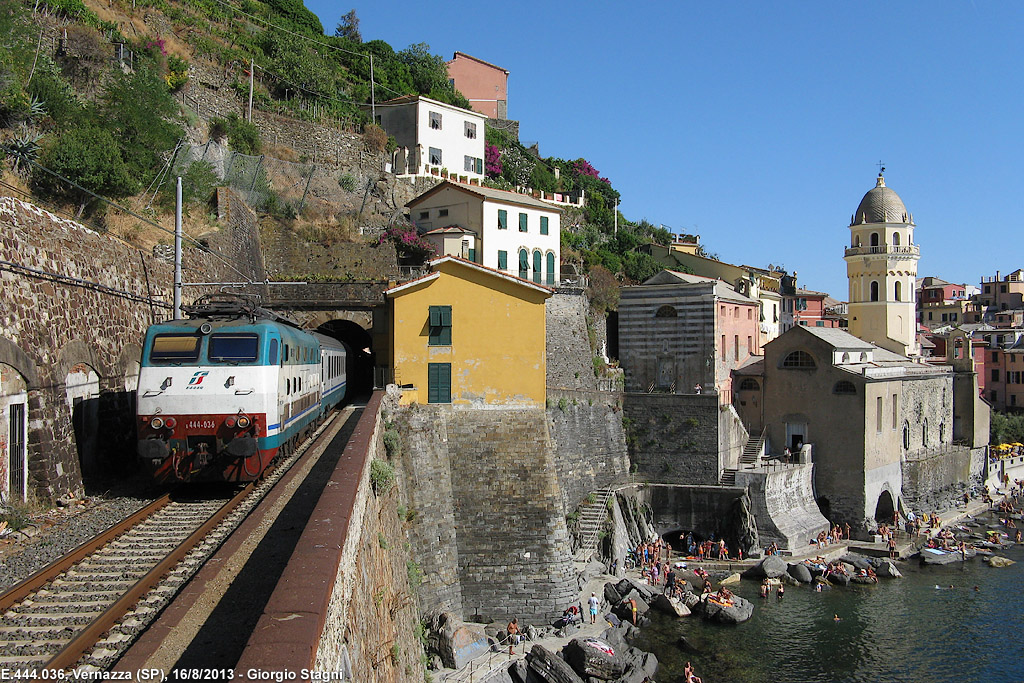
La prima fermata di Vernazza, posta ad ovest dell'attuale

La prima fermata di Vernazza fu inaugurata il 24 ottobre 1874, contestualmente alla tratta ferroviaria Sestri Levante-La Spezia e il 15 settembre 1913 a tale località fu esteso il servizio merci, grazie all'inaugurazione di un breve tronchino posto lato monte.
Il 15 gennaio 1962 venne inaugurato il raddoppio di binario fra Monterosso e Corniglia, comprendente la nuova fermata di Vernazza, che veniva a trovarsi più a est della precedente, fra le gallerie Riolo e Vernazza. A causa della carenza di spazi disponibili, il nuovo impianto fu realizzato in parte a cielo aperto e in parte sfruttando appositi allargamenti sia nella preesistente galleria Riola che nella nuova galleria Monterosso-Ruvano, sede del binario dispari lato monte. La nuova sistemazione rese possibile l'edificazione di un fabbricato viaggiatori e di un piccolo scalo merci, che risultò di grande importanza stante l'assenza di collegamenti stradali che caratterizzava il paese.
Nei mesi di giugno e luglio 2011 la stazione fu servita anche dai "Treni del Mare" gestiti dall'impresa privata Arenaways, fallita di lì a poco. Il 25 ottobre dello stesso anno una devastante alluvione seppellì parte del paese di Vernazza; proprio la presenza della fermata ferroviaria, liberata da fango e detriti, contribuì in maniera determinante alla logistica delle squadre di soccorso che da lì iniziarono il lungo lavoro di ripristino dell'abitato.

## Strutture ed impianti
I due binari della fermata di Vernazza risultano in buona parte in galleria, a causa della brevità del tratto allo scoperto nel quale sorge il fabbricato viaggiatori; ciò rappresenta una peculiarità dell'impianto, che si presenta quasi come la fermata di una ferrovia metropolitana.

## Servizi
La stazione dispone dei seguenti servizi:
- Biglietteria a sportello
- Biglietteria automatica
- Servizi igienici
- Bar
- Ufficio informazioni turistiche

## Movimento
La fermata è servita dalle relazioni regionali Trenitalia svolte nell'ambito del contratto di servizio con la Regione Liguria.
Da aprile a novembre la fermata è servita dal 5 Terre Express, servizio cadenzato ogni 30' tra La Spezia e Levanto.